# Austrofossombronia
Austrofossombronia, jedan od dva roda jetrenjarki iz porodice Fossombroniaceae. Jedina priznata vrsta roda je A. marionensis R.M. Schust. sa Novog Zelanda i južne Australije. 
Austrofossombronia australis (Mitt.) R.M.Schust., sinonim je za Fossombronia australis Mitt. 

## Etimologija
Latinski naziv Austrofossombronia kombinira "Austro", što znači "južni", s "fossombronia", što ukazuje na njegovu vezu s rodom jetrenjaka Fossombronia.